# Мадраска армија
Мадраска армија (енгл. Madras Army) је била приватна војска Британске источноиндијске компаније стационирана у провинцији Мадрас. Након укидања власти Компаније у Индији (1858) Мадраска армија стављена је под команду британске војске.

## Организација
Територијално ширење Британске источноиндијске компаније у Индији почело је током Карнатских ратова са Француском (1746-1763). Како би се сачували и одбранили стечени колонијални поседи, компанији је била потребна приватна војска, независна од британске владе која није имала интереса да се уплиће у сукобе у Индији. Тако је већ 1748. Роберт Клајв (генерални гувернер Компаније у Индији) започео формирање јединица индијских најамника (сепоја), обучених и униформисаних на европски начин и под командом европских официра, које су биле далеко супериорније од већине индијских војски тог времена. Уз њихову помоћ постигнута је победа у Карнатским ратовима, а победом у бици од Плесија (1757) освојен је Бенгал. Иако су 1754. у Индију стигле и прве британске Краљевске трупе, војска Компаније остала је потпуно независна, са сопственим официрима и командом. Ове најамничке јединице стално су расле и временом су организоване у три армије, Бенгалску, Бомбајску и Мадраску, по једна за сваку од главних британских провинција у Индији.

### Јачина
Године 1784. Мадраска армија имала је 8 пукова индијске коњице (совара), један европски пешадијски пук, 25 индијских пешадијских пукова, један артиљеријски дивизион, једну инжињеријску чету и санитетске јединице. До 1857. Мадраска армија имала је 2 европска пешадијска пука и 60.555 сепоја.